# 聖胡安德伊斯科斯區
聖胡安德伊斯科斯區（西班牙語：San Juan de Iscos）是秘魯的一個區，位於該國中部胡寧大區的丘帕卡省，始建於1940年9月5日，面積23.85平方公里，海拔高度3,240米，2005年人口2,655，人口密度每平方公里110人。